# Піщанська сільська рада (Красноградський район)
Піща́нська сільська́ ра́да — адміністративно-територіальна одиниця та орган місцевого самоврядування у Красноградському районі Харківської області. Адміністративний центр — село Піщанка.

## Загальні відомості
- Піщанська сільська рада утворена в 1920 році.
- Територія ради: 88,535 км²
- Населення ради: 5 434 особи (станом на 2016 рік)

## Населені пункти
Сільській раді підпорядковані населені пункти:
- с. Піщанка
- с-ще Покровське
- с. Новоселівка

## Склад ради
Рада складається з 22 депутатів та голови.
- Голова ради: Кривенко Світлана Миколаївна
- Секретар ради: Рак Наталія Миронівна

### Керівний склад попередніх скликань
| Прізвище, ім'я, по батькові | Основні відомості                                                         | Дата обрання | Дата звільнення |
| --------------------------- | ------------------------------------------------------------------------- | ------------ | --------------- |
| Лунін Олексій Миколайович   | Сільський голова, 1952 року народження, безпартійний                      | 26.03.2006   | 26.06.2009      |
| Кривко Тетяна Петрівна      | Сільський голова, 1961 року народження, освіта вища, член Партії регіонів | 20.06.2010   | 31.10.2010      |
| Кривко Тетяна Петрівна      | Сільський голова, 1961 року народження, освіта вища, член Партії регіонів | 31.10.2010   | 02.11.2015      |

Примітка: таблиця складена за даними сайту Верховної Ради України

### Депутати
За результатами місцевих виборів 2015 року депутатами ради стали:

#### За суб'єктами висування
| Суб'єкт висування                                       | Кількість обраних депутатів | %    |
| ------------------------------------------------------- | --------------------------- | ---- |
| Самовисування                                           | 21                          | 95,5 |
| Політична партія Всеукраїнське об'єднання «Батьківщина» | 1                           | 4,5  |

#### За округами
| № округу             | Прізвище, ім'я, по батькові      | Дата визнання обраним | Освіта             | Партійна приналежність | Відомості про обраного депутата                            |
| -------------------- | -------------------------------- | --------------------- | ------------------ | ---------------------- | ---------------------------------------------------------- |
| Партія «ВІДРОДЖЕННЯ» |                                  |                       |                    |                        |                                                            |
| 2                    | Д’яченко Віра Павлівна           | 25.10.2015            | Вища               | безпартійна            | Піщанська амбулаторія загальної практики сімейної медицини |
| Самовисування        |                                  |                       |                    |                        |                                                            |
| 1                    | Рябчинський Вячеслав Вікторович  | 25.10.2015            | середня спеціальна | Аграрна Партія України | пенсіонер                                                  |
| 3                    | Меркулова Людмила Іванівна       | 25.10.2015            | середня спеціальна | позапартійна           | тимчасово не працює                                        |
| 4                    | Слюсарчук Михайло Павлович       | 25.10.2015            | середня            | позапартійний          | пенсіонер                                                  |
| 5                    | Рак Наталія Миронівна            | 25.10.2015            | середня спеціальна | позапартійна           | Секретар Піщанської сільської ради                         |
| 6                    | Подосокорська Людмила Миколаївна | 25.10.2015            | середня спеціальна | Аграрна партія України | Інспектор Піщанської сільської ради                        |
| 7                    | Золотухіна Валентина Віталіївна  | 25.10.2015            | середня спеціальна | позапартійна           | тимчасово не працює                                        |
| 8                    | Бондаренко Ігор Васильович       | 25.10.2015            | середня            | Аграрна партія України | ведення ОСГ                                                |
| 9                    | Абакумов Ігор Юрійович           | 25.10.2015            | вища               | позапартійна           | Красноградська ТРК "Центр"                                 |
| 10                   | Чернявська Ганна Павлівна        | 25.10.2015            | середня            | позапартійна           | пенсіонер                                                  |
| 11                   | Глушенко Тетяна Володимирівна    | 25.10.2015            | вища               | позапартійна           | бібліотекар Піщанського НВК                                |
| 12                   | Кобець Світлана Володимирівна    | 25.10.2015            | середня спеціальна | позапартійна           | пенсіонер за вислугою років                                |
| 13                   | Денисенко Катерина Володимирівна | 25.10.2015            | вища               | Аграрна партія України | тимчасово не працює                                        |
| 14                   | Татаренко Ірина Євгеніївна       | 25.10.2015            | середня спеціальна | позапартійна           | Водоканал, контролер                                       |
| 15                   | Шапошник Любов Володимирівна     | 25.10.2015            | вища               | позапартійна           | Красноградський територіальний центр                       |
| 16                   | Бендік Валентина Миколаївна      | 25.10.2015            | середня            | позапартійна           | тимчасово не працює                                        |
| 17                   | Мухортов Сергій Миколайович      | 25.10.2015            | середня            | позапартійний          | приватний підприємець                                      |
| 18                   | Шатохін Петро Володимирович      | 25.10.2015            | середня            | позапартійний          | Укргазспецбудмонтаж                                        |
| 19                   | Гладков Анатолій Миколайович     | 25.10.2015            | середня            | позапартійний          | тимчасово не працює                                        |
| 20                   | Астапєєва Людмила Миколаївна     | 25.10.2015            | середня            | позапартійна           | тимчасово не працює                                        |
| 21                   | Пиріг Світлана Василівна         | 25.10.2015            | вища               | позапартійна           | інспектор Піщанської сільської ради                        |
| 22                   | Брюх Наталія Володимирівна       | 25.10.2015            | середня            | Аграрна партія України | завідувачка клубу с.Жовтневе                               |

## Населення
Згідно з переписом УРСР 1989 року чисельність наявного населення села становила 5873 особи, з яких 2685 чоловіків та 3188 жінок.
За переписом населення України 2001 року в селі мешкало 5709 осіб.

### Мова
Розподіл населення за рідною мовою за даними перепису 2001 року:
| Мова       | Відсоток |
| ---------- | -------- |
| українська | 50,53 %  |
| російська  | 47,95 %  |
| білоруська | 0,50 %   |
| німецька   | 0,02 %   |
| інші       | 1,00 %   |